# FK Dukla Prag
FK Dukla Prag (tjeckiska: Fotbalový klub Dukla Praha) är en fotbollsklubb från området Dejvice i Prag i Tjeckien. 

## Historia

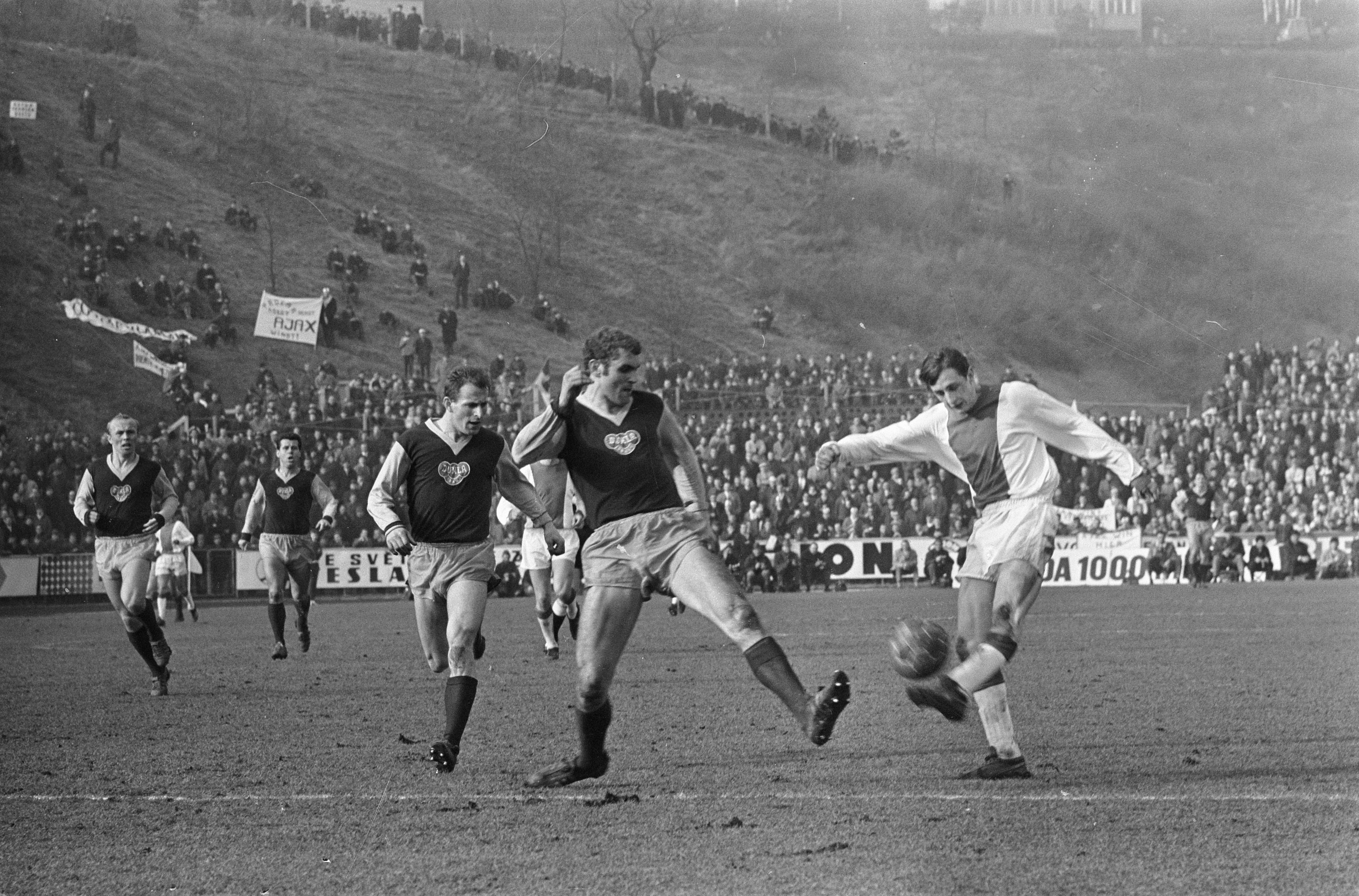
FK Dukla Prag i en match mot nederländska AFC Ajax, den 1 mars 1967 (skottet av Johan Cruijff).

Klubben grundades 1948 under namnet Armádní tělovýchovný klub (ATK) Praha. Klubben drevs tillsammans med flera andra sporter av den Tjeckoslovakiska armen under en organisation som senare kom att kallas Dukla. Klubbens första ligaseger kom säsongen 1953. 1956 vann man serien för andra gången och bytte i samband med det namn till Dukla Praha till minne av de som föll i Slaget vid Duklapassagen. 
2001 gick klubben officiellt under namnet FK Dukla Prag men inte som den rättsliga efterträdaren till det ursprungliga Dukla Prag-laget, som hade slagits samman 1996 för att slutligen bli FK Příbram.
Klubben slutade på 14:e plats i Pragmästerskapen under säsongen 2001-02 och på samma position även nästkommande säsong. Man spelade sedan en säsong i den tjeckiska sjätte divisionen 1.A třída. Petr Benetka ledde laget till en ligatitel under säsongen 2003-04 vilket påvisade lagets återkomst till Prag mästerskapen. Laget slutade på en andraplats under säsongen 2004-05 men slutade på 13:e plats nästkommande säsong. I april 2006 lovade Dukla's president Milan Doruška att klubben skulle stiga i seriesystemen. I november 2006 gick Dukla Prags ledning ut med att man hade kommit överens om ett övertagande av andraligarättigheterna för laget Jakubčovice. Under 2007 tog Dukla över Jakubčovices plats i den tjeckiska andraligan där Jakubčovice hade slutat på en andraplats under säsongen 2006-07.
Dukla Prag spelade i den tjeckiska andraligan från säsongen 2007-08. Den första ligamatchen spelade man den 4 augusti 2007, vilken man förlorade mot Opava med 2-1. Efter fyra säsonger i andraligan så vann man slutligen ligan och blev uppflyttade säsongen 2011-12.
I klubbens historia återfinns spelare som Josef Masopust, Zdeněk Nehoda, Pavel Nedvěd, Jaroslav Netolička, Petr Rada, František Štambacher, Ivo Viktor och Ladislav Vízek.

## Klubbsymboler
Klubben spelar i gult och rött, de traditionella färgerna för klubben. 

## Stadium
Dukla spelar sina hemmamatcher på Stadion Juliska i området Dejvice i Prag. 

## Vunna titlar
Dukla har vunnit elva tjeckoslovakiska mästerskap och nio tjeckoslovakiska cuptitlar. Klubbens bästa resultat i Europaspelet är en semifinal i Europacupen för mästarlag 1967. Klubben som var knuten till armén upphörde 1996 men återskapades 2001.